# Axelsonia thalassophila
Axelsonia thalassophila är en urinsektsart som beskrevs av Boener 1906. Axelsonia thalassophila ingår i släktet Axelsonia och familjen Isotomidae. Inga underarter finns listade.